# Социална стратификация
Социалната стратификация е термин от социологията, в чието съдържание се влага най-общо идеята за разделянето на хората в групи по социално-икономически признаци. Това е система, в която хората са част от йерархично подредени групи. Множество концепции в областта на теорията за стратификацията биват определяни като неомарксистки или неовебериански .
В същото време информационната ера формира различни социални отношения, при които социалните класи се формират на базата на притежаването на технически знания, притежаването на компютри, лаптопи, джаджи (смартфонът и неговото ползване особено по улиците е съществен индикатор за опит за причисляване към новите технологични или технологизирани социални класи), както и разбира се работни позиции, корпоративни практики и принадлежности, и прочее. 